# やぎ座シータ星
やぎ座θ星（やぎざシータせい、θ Capricorni、θ Cap）は、やぎ座の恒星である。黄道から南にわずか1/2度しかずれておらず、黄道の目印になる恒星である。やぎ座θ星の見かけの等級は4.07と、肉眼でみることができる明るさである。太陽からの距離は、約157光年と推定される。

## 特徴
| 太陽 | やぎ座θ星 |
| ---- | --------- |
| 太陽 | Exoplanet |

やぎ座θ星は、A型主系列星で、スペクトル型はA1 Vと分類される。金属量は、太陽と比較して豊富だが、特異星ではなく通常のA型星の範疇とされる。質量や半径は、太陽の2倍を上回る程度で、光度は太陽の47倍、表面の有効温度は9,600K程度と推定される。自転速度は120km/s以上とみられ、比較的高速である。
やぎ座θ星では、視線速度の時間変化が報告されており、分光連星である可能性があるとされる。一方、近赤外線における補償光学を用いた高分解能撮像では、想定される領域に伴星は検出されていない。

## 名称
やぎ座θ星を、“Dorsum”（ラテン語で「背」の意）という名前で呼ぶ者もいる。
中国では、やぎ座θ星は戦国時代の十二国を表す十二國（拼音: Shíer Guó）という星官を、やぎ座φ星、やぎ座ι星、やぎ座38番星、やぎ座35番星、やぎ座χ星、やぎ座30番星、やぎ座33番星、やぎ座ζ星、やぎ座19番星、やぎ座26番星、やぎ座27番星、やぎ座20番星、やぎ座η星、やぎ座21番星と共に形成する。やぎ座θ星は、十二国のうちやぎ座30番星と共に秦に割り当てられ、やぎ座θ星自身は秦一（拼音: Qin yī）、つまり秦の1番星とされる。